# Serropalpus madecassus
Serropalpus madecassus là một loài bọ cánh cứng trong họ Melandryidae. Loài này được Fairmaire miêu tả khoa học năm 1901.